# Лесичине
Лесичине (груз. ლესიჭინე) — село в Грузии. Находится в Чхороцкуском муниципалитете края Самегрело-Верхняя Сванетия. Расположено на Одишской низменности, по левому берегу реки Хоби, на высоте 130 метров над уровня моря. Расстояние до Чхороцку — 8 км.

## История
В советское время в селе действовал Лесичинской совхоза имени Сталина. В этом совхозе трудилась Герой Социалистического Труда рабочая Полина Петровна Фёдорова.

## Население
По данным переписи 2014 года в деревне проживало 2321 человека. Население края исповедует православие и являются прихожанами Сенакский и Чхороцкуйской епархии Грузинской Православной Церкви.